# Vjatjeslav Butusov
Vjatjeslav Gennadevitj Butusov (ryska: Вячеслав Геннадьевич Бутусов) född 1961 i Sovjetunionen är en rysk rockmusiker. Ursprungligen sångare i det legendariska sovjetiska rockbandet Nautilus Pompilius, har Botosov sedan slutet av 1990-talet haft en framgångsrik solokarriär.